# Stralsund
Stralsund je grad u njemačkoj pokrajini Mecklenburg-Vorpommern, smješten na južnoj obali uvale Strelasund u Baltičkom moru koja odvaja obalu od otoka Rügena. S dva mosta (Rügendamm i Neuerügendam) i trajektnim vezama povezan je s lukama Rügena. Osnovna industrija u gradu je brodogradnja, a prisutno je i ribarstvo, te rastući turizam.

## Povijest
Grad su osnovali Slaveni Rujani s Rügena 1234. god. koji je tada bio dio Danskog Kraljevstva. Ime mu dolazi od slavenske riječi "Strale" (Strijela), što je sačuvano u gradskom grbu. Sljedećih godina u grad dolaze njemački trgovci i grad počinje rasti, te se sukobljava s moćnim gradom Lübeckom koji ga spaljuje 1249. god. Ponovo je izgrađen i utvrđen velikim gradskim zidinama s 11 gradskih vrata i 30 stražarskih tornjeva. Stralsund je 1293. god. postao članom Hanzeatske lige slobodnih gradova, te je u 14. stoljeću imao više od 300 brodova koji su plovili Baltikom pod njegovom zastavom.
U Tridesetogodišnjem ratu, general Albrecht von Wallenstein je opsedao Stralsund 1628. god., sve dok nije u pomoć došla švedska vojska i prisilila generala na povlačenje. Posle Westfalskog mira 1648. god., Švedska je dobila Zapadnu Pomeraniju, Švedsku Pomeraniju i Stralsund. U Velikom sjevernom ratu Karlo XII. Švedski je godinu dana predvodio obranu Stralsunda protiv ujedinjenih europskih sila. Stralsund je ostao švedskim do 1807. god. kada ga zauzima Napoleonova vojska, da bi nakon Bečkog kongresa (1815.) postao dio Pruskog Carstva. Od 1949. do 1990. god. bio je dio Njemačke Demokratske Republike.

## Znamenitosti
- Gotički povijesni centar od opeke je UNESCO-ova svjetska baština.
- U srcu starog grada je Stari tržišni trg (Alter Markt), s gotičkim Gradskom vijećnicom iz 13. st. Trg je okružen kućama iz različitih razdoblja, uključujući gotičku Wulflamhaus (patricijska kuća iz 14. stoljeća, danas restoran), te barokni Commandantenhaus, staro sjedište švedske uprave.
- Franjevački samostan sv. Ivana (Johanniskloster) jedan je od najstarijih zgrada u gradu (1254.).
- Iza gradske vijećnice stoji impozantna Crkva sv. Nikole (Nikolaikirche), izgrađena od 1270. – 1360. god.
- Crkva sv. Jakova (Jakobikirche); građena sredinom 14. stoljeća, a više puta uništena (u ratu za Wallenstein i u Drugom svjetskom ratu).
- Gospina crkva (Marienkirche), izgrađena od 1383. – 1473. god. u gotičkom stilu, je najveća crkva u Stralsundu, a od 1625. do 1647. je bila i najvišom građevinom na svijetu. Njezin osmerokutni toranj (104 metara) pruža prekrasan pogled na Stralsund i susjedne otoke Rügen i Hiddensee.
- Samostan sv. Katarine (Katharinenkloster), izgrađen u 15. stoljeću, danas je dom dva muzeja: muzej povijesti i muzej oceanografije. Antička blagovaonica samostana jedan je od najspektakularnijih gotičkih interijera u Njemačkoj.

Stralsund ima nekoliko muzeja posvećenih morskom životu i ljudskoj interakciji s morem. Najveći su Njemački oceanografski muzej, Novi Ozeaneum i Nautineum. Tu je i Pomorski muzej na otoku Dänholm, luci bivše ratne mornarice (Reichsmarine), koji sadrži povijest Njemačke ratne mornarice, a nacistički brod Gorch Fock je sada plutajući pomorski muzej.

## Slavni stanovnici
- Johannes Aepinus, hamburški teolog i reformator iz 16. st.
- Johannes Bugenhagen, jedan od prvih sljedbenika Martina Luthera
- Albrecht von Wallenstein, vojskovođa katoličke lige u tridesetogodišnjem ratu
- Axel Oxenstierna, švedski kancelar iz 17. st.
- Carl Wilhelm Scheele, slavni apotekar iz 17. st.
- Ernst Moritz Arndt, frankfurtski spisatelj i državnik
- Hermann Burmeister, njemački prirodoslovac i geograf
- Angela Merkel (1954.- ), njen ured se još nalazi na glavnoj trgovačkoj ulici

## Gradovi prijatelji
- Malmö, Švedska[2]
- Stargard Szczeciński, Poljska
- Ventspils, Latvija

## Galerija slika
- Pogled na Straslund s mora.
- Gospina crkva u Straslundu
- Franjevački samostan sv. Ivana
- Gradska vijećnica s crkvom sv. Nikole u pozadini
- Pomorski muzej (Ozeaneum) u Straslundu
- Rugenski most (Strelasundquerung)